# Chapelle Saint-Nicolas de Port-Manec'h
La chapelle Saint-Nicolas de Port-Manec'h est un édifice situé à Port Manec'h en Névez, dans le Finistère, en France.

## Localisation
La chapelle est située sur le territoire de la commune de Névez, au lieu-dit Port Manec'h , dans le département du Finistère, en région Bretagne.

## Description
La chapelle est située sur un placître surélevé par rapport à la route et aux anciens chemins, conservant ainsi sa signification première de lieu de rencontre. L'ensemble est formé de blocs de granit non appareillés et présente un plan hybride avec un transept au sud, un chevet débordant à mur plat, et un collatéral au nord séparé du vaisseau central par un pilier de section carrée.

## Historique
La chapelle est inscrite au titre des monuments historiques par arrêté du 5 mai 1975.

## Galerie

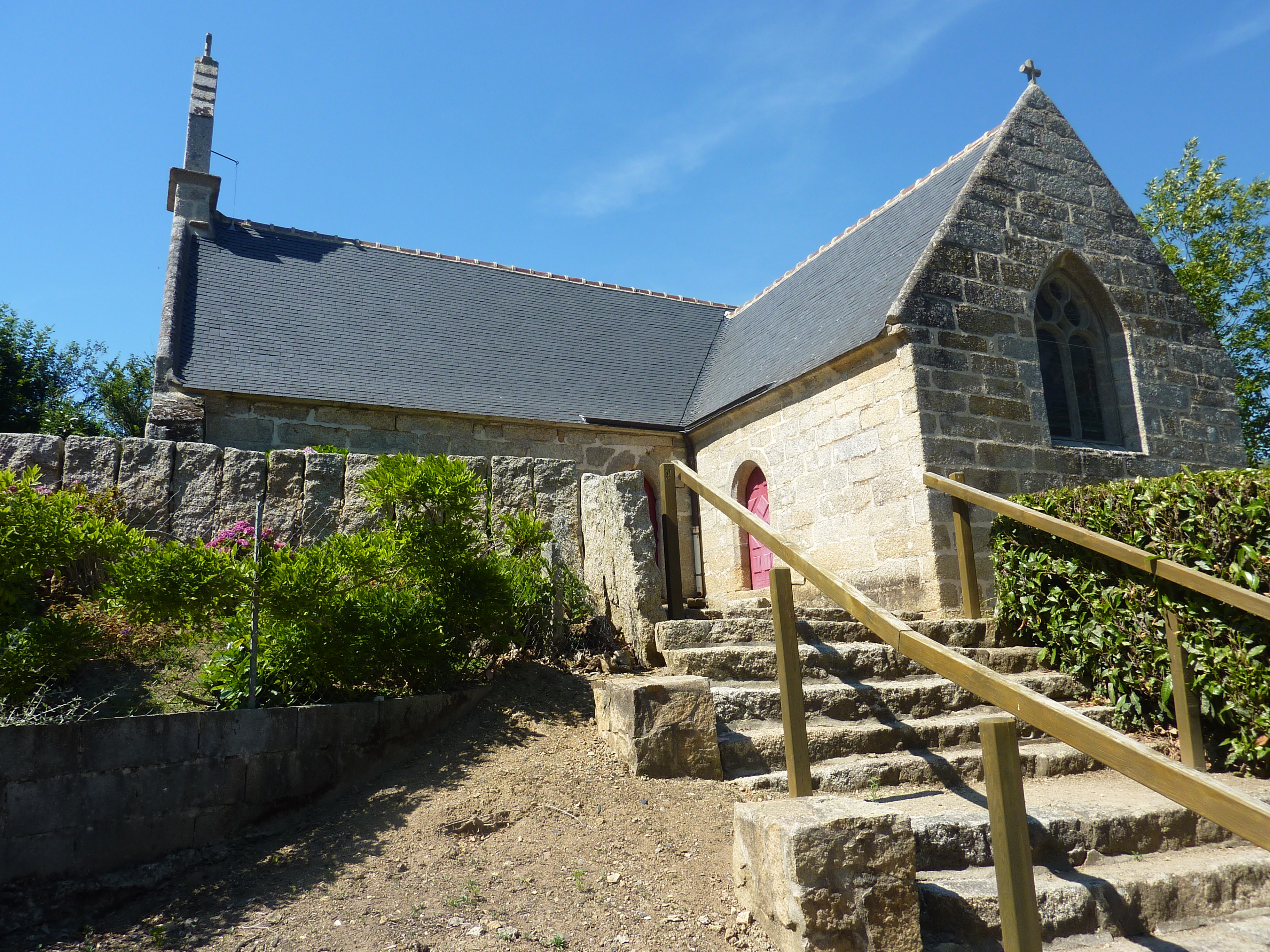
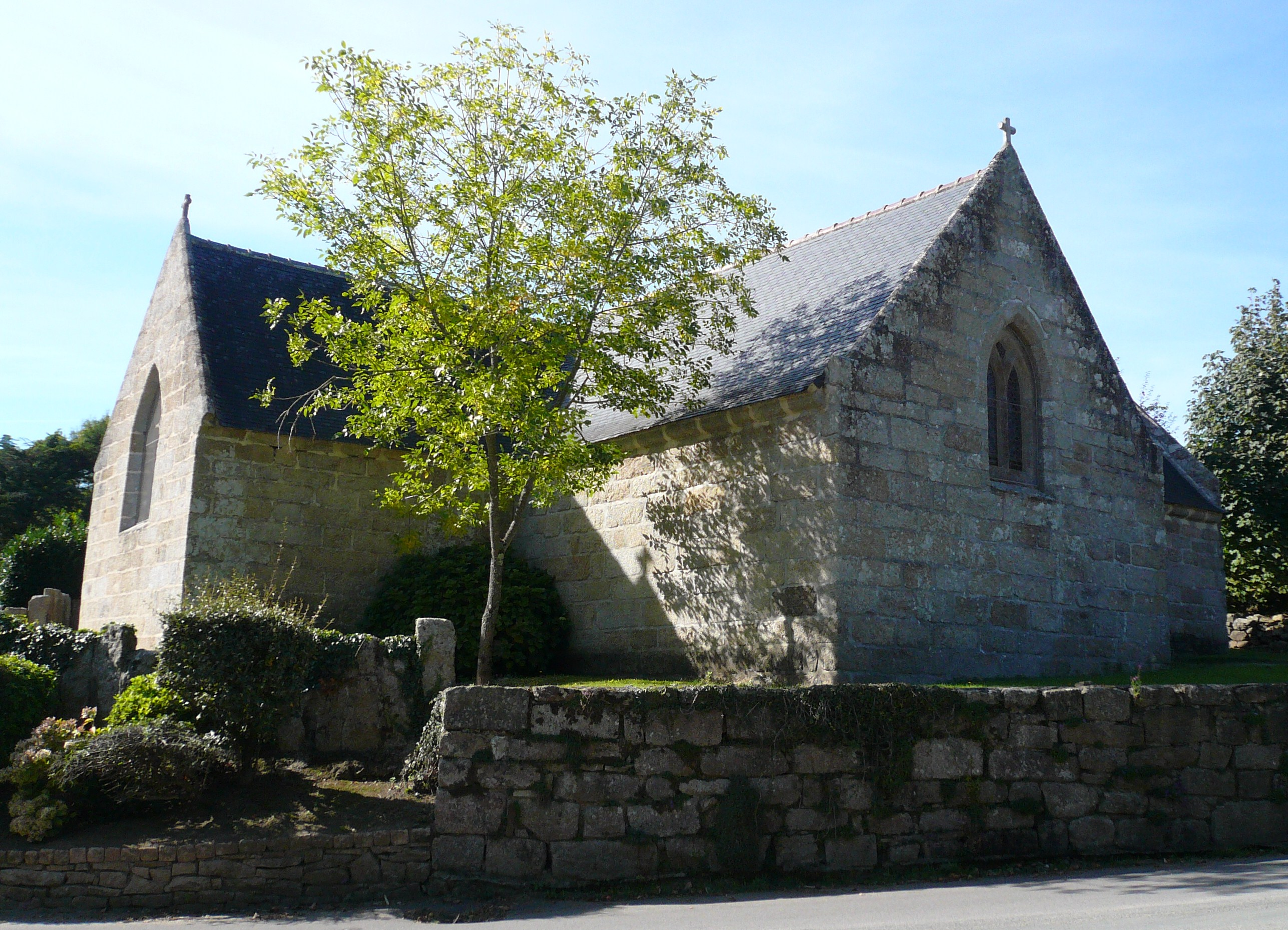
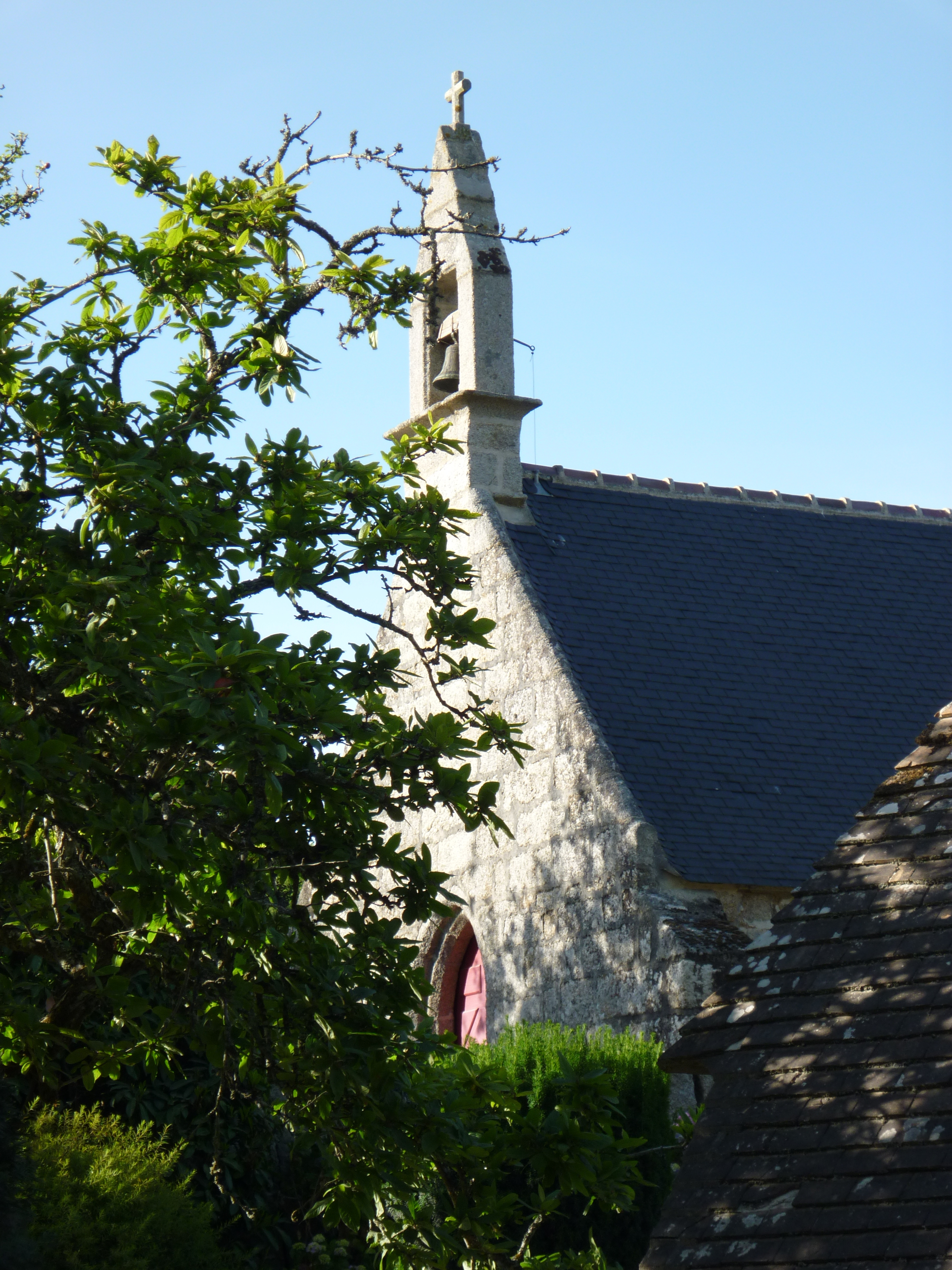
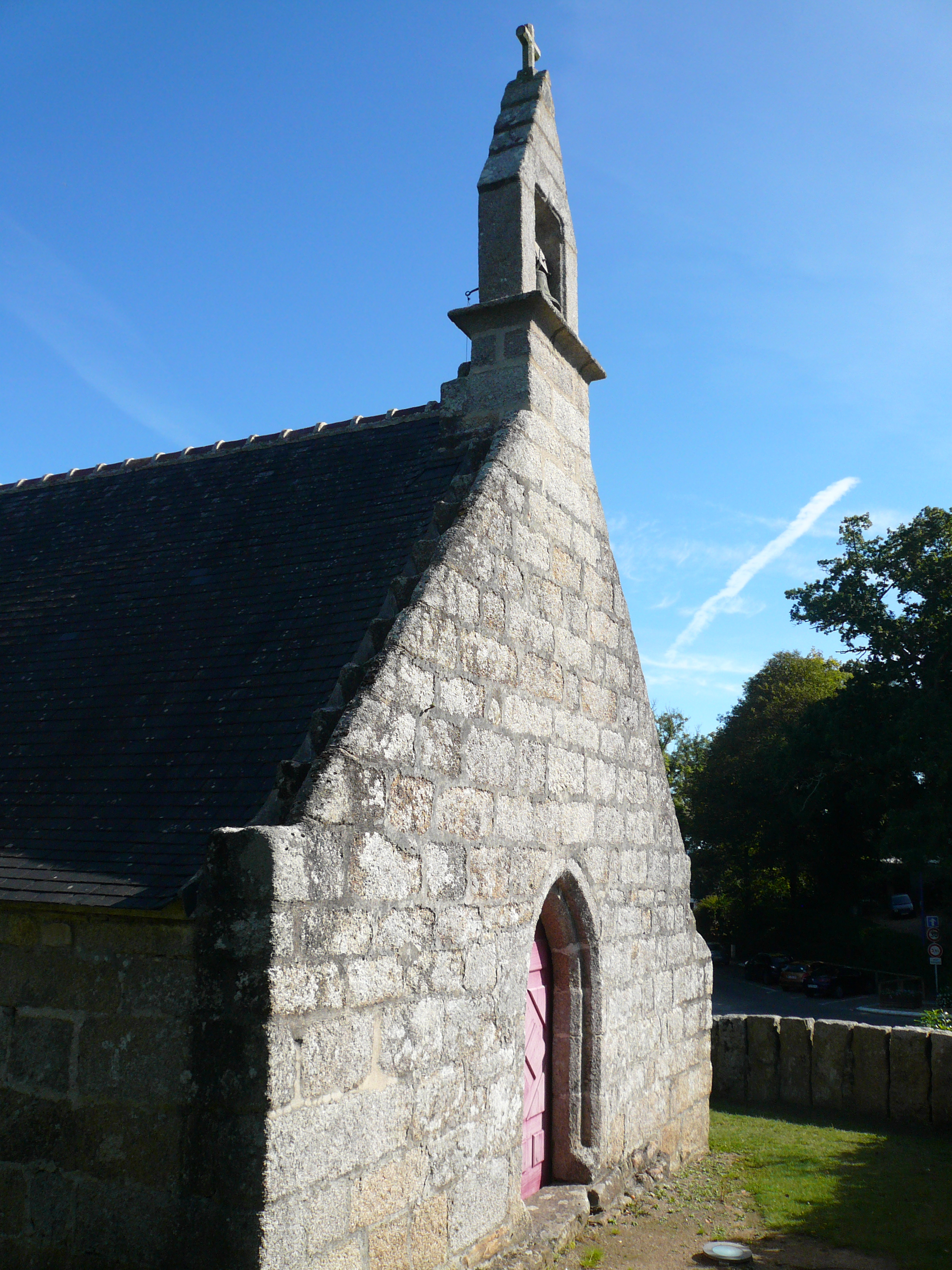
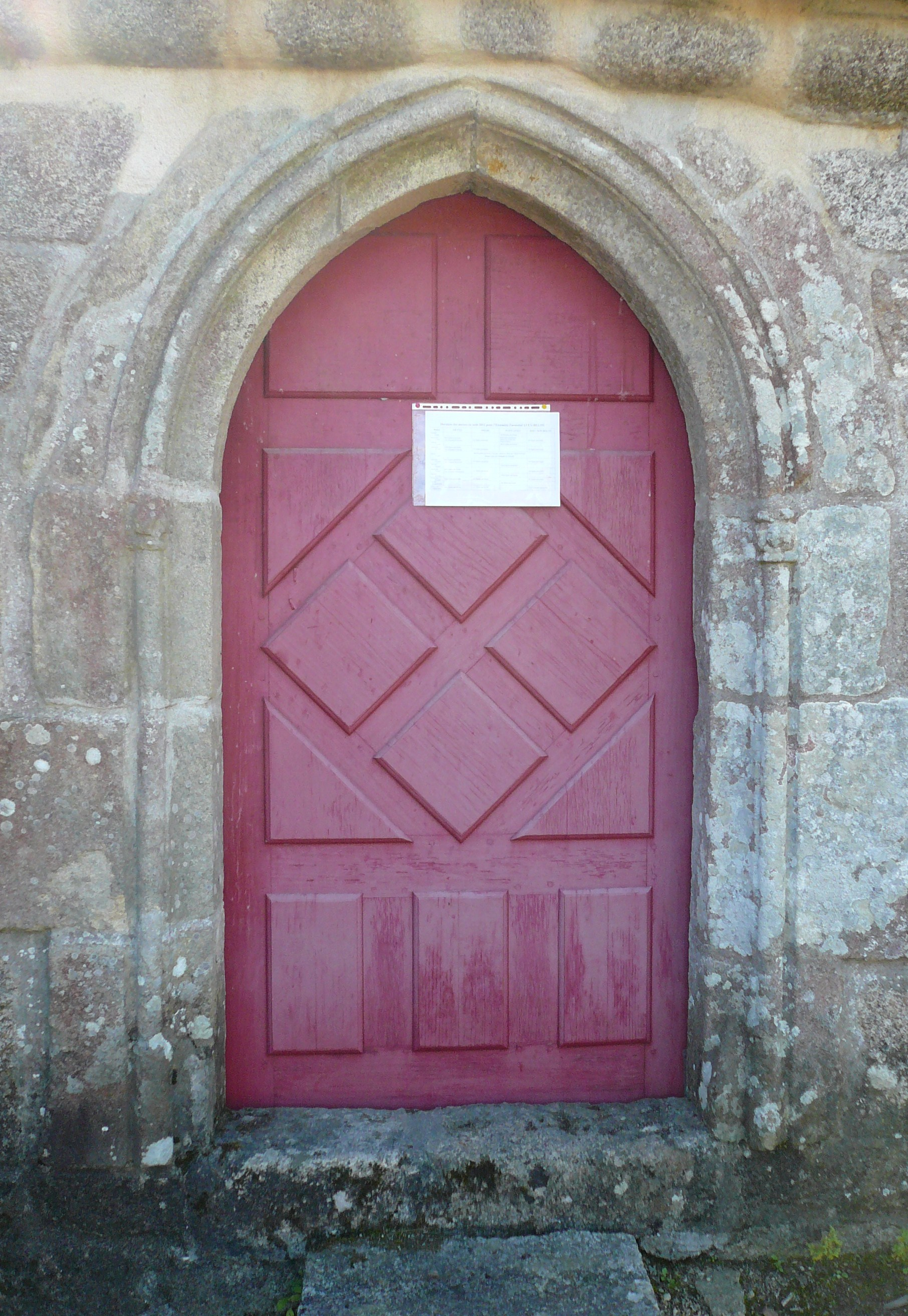